# Amaury d’Orgemont
Amaury d’Orgemont, Herr von Chantilly (* um 1345; † 11. Juli 1400), war ein Sohn von Pierre d’Orgemont, Kanzler von Frankreich.
Er war Maître des requêtes (1382), Berater des Königs, und einer der herausragendsten Beamten Karls VI. 1388 nahm er an den Verhandlungen zu einem Friedensvertrag zwischen England und Frankreich nach dem Ende der ersten Phase des Hundertjährigen Krieges teil.
1392, als Karl VI. seinem Bruder als Apanage das Herzogtum Orléans gab, wurde Amaury damit beauftragt, es im Namen des neuen Herzogs in Besitz zu nehmen. Als dessen Kanzler behielt er seine Funktionen am königlichen Hof bei. Amaury d’Orgemont nahm an der Verhandlungen zur Ehe zwischen dem englischen König Richard II. und Isabella von Frankreich teil. Die Hochzeit fand 1396 statt.
1399 war er Maître des Comptes. Sein Tod im Juli 1400 kam unerwartet.
Er hinterließ seinem Sohn Pierre, der 1415 in der Schlacht von Azincourt fiel, die Herrschaft über Chantilly.
| Personendaten    | Personendaten                             |
| ---------------- | ----------------------------------------- |
| NAME             | Orgemont, Amaury d’                       |
| KURZBESCHREIBUNG | Berater des französischen Königs Karl VI. |
| GEBURTSDATUM     | um 1345                                   |
| STERBEDATUM      | 11. Juli 1400                             |